# Thomas Hardegger

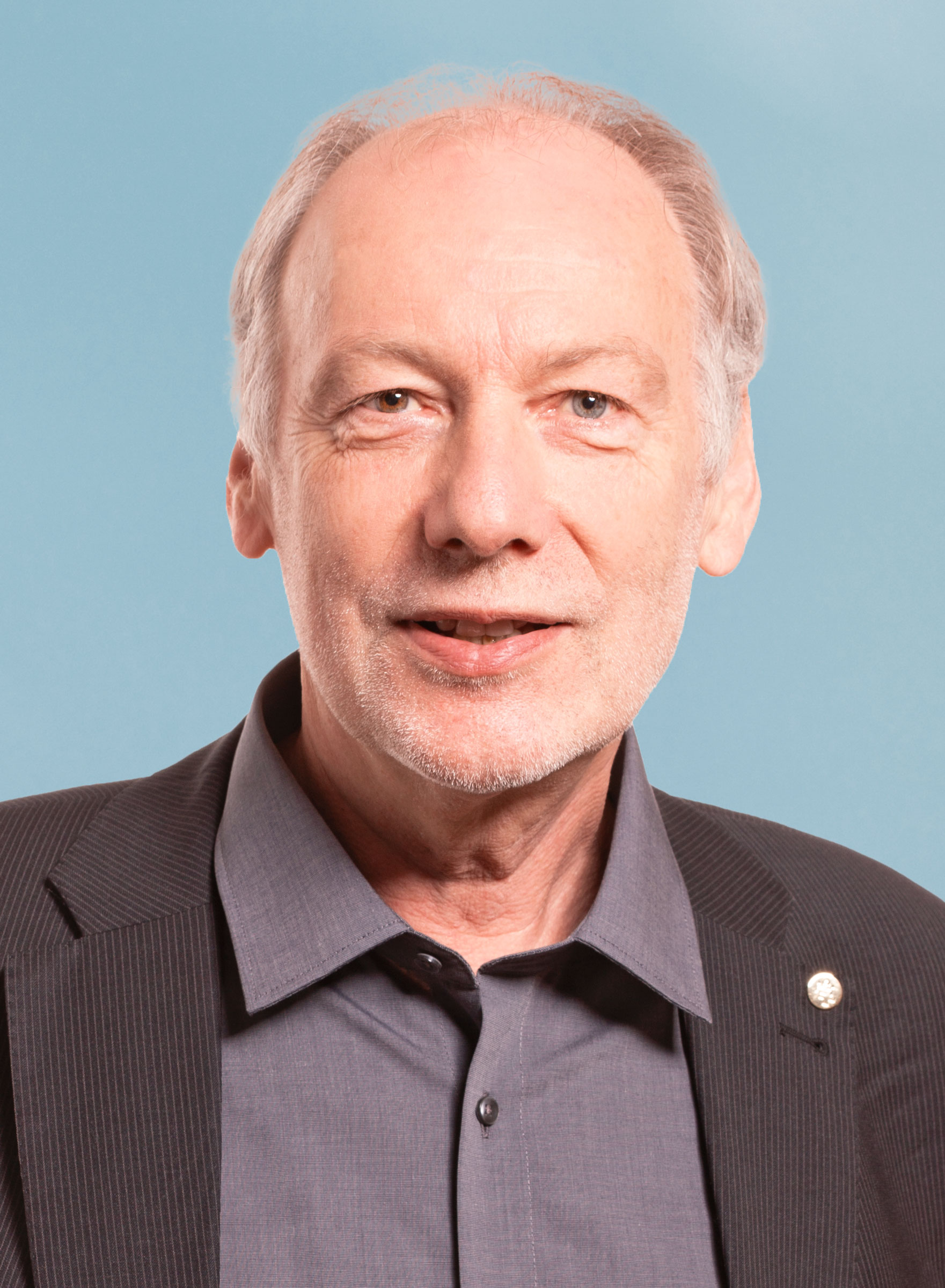
Thomas Hardegger (2019)

Thomas Hardegger (* 2. April 1956 in Zürich) ist ein Schweizer Unternehmer und Politiker (SP Kanton Zürich). Er war von 2006 bis 2018 Gemeindepräsident von Rümlang und von 2011 bis 2019 Nationalrat.

## Beruf
Thomas Hardegger liess sich nach der obligatorischen Schulzeit zum Oberstufenschullehrer ausbilden. Zwischen 1982 und 2000 unterrichtete er an der Sekundarschule in Rümlang. Seit 2000 arbeitet er selbständig als Geschäftsführer und Verwaltungsratspräsident seiner Hardegger Immobilien AG in Rümlang.

## Politik
Hardegger war zwischen 2000 und 2005 Mitglied des zürcherischen Verfassungsrats. Zwischen 2001 und 2011 sass er für die SP im Zürcher Kantonsrat. Gleichzeitig amtierte er seit 2002 als Gemeinderat von Rümlang, von 2006 bis 2018 als Gemeindepräsident. Er setzte sich in einer Kampfwahl gegen den Konkurrenten der SVP durch und wurde 2010 bzw. 2014 im Amt bestätigt. Von 2010 bis 2018 vertrat er den Bezirk Dielsdorf im leitenden Ausschuss des Gemeindepräsidentenverbands des Kantons Zürich und engagierte sich dort insbesondere in den Ressorts Soziales und Gesundheit.
Ab 2004 sitzt er im leitenden Ausschuss des Schutzverbandes der Bevölkerung um den Flughafen Zürich (sbfz), seit 2014 als Präsident. Hardegger ist Vizepräsident des Vereins Casafair (ehemals Hausverein) und engagiert sich auch im Vorstand des Verbandes der Wohnbaugenossenschaften Schweiz. Hardegger ist Präsident des Fachverbandes Fussverkehr Schweiz, im Vorstand des Vereins Veloinitiative und Mitglied des Alpenrats der Alpen-Initiative.
Er kandidierte bei den nationalen Wahlen 2011 sowohl für den National- als auch für den Ständerat. Am 23. Oktober 2011 wurde er als Vertreter der Zürcher SP-Delegation in den Nationalrat gewählt. Bei der Ständeratswahl erreichte er im ersten Wahlgang den vierten Rang hinter den beiden amtierenden Ständeräten Verena Diener und Felix Gutzwiller sowie dem Herausforderer Christoph Blocher. Zum zweiten Wahlgang trat er nicht mehr an. Im Nationalrat war Hardegger Mitglied der KVF (Kommission für Verkehr und Fernmeldewesen) und der GPK (Geschäftsprüfungskommission). Im Weiteren engagierte er sich in den Bereichen Gesundheit, Energie, Service Public und Bau. Bei den Wahlen 2019 wurde er nicht wiedergewählt.